# La Maison des bois
 (novembre 2014).
Si vous disposez d'ouvrages ou d'articles de référence ou si vous connaissez des sites web de qualité traitant du thème abordé ici, merci de compléter l'article en donnant les références utiles à sa vérifiabilité et en les liant à la section « Notes et références ».
La Maison des bois est une mini-série française en sept épisodes de 52 minutes, réalisée par Maurice Pialat sur un scénario de René Wheeler et diffusée à partir du 11 septembre 1971 sur la deuxième chaîne de l'ORTF.
Au Québec, elle a été diffusée à partir du 13 mars 1973 à la Télévision de Radio-Canada. En Italie elle fut diffusée avec le titre La casa nel bosco.

## Synopsis
C'est une chronique réaliste de la vie de tous les jours durant la Grande Guerre. Un garde forestier recueille dans sa famille plusieurs enfants parisiens réfugiés à cause du conflit. Tous partagent la vie du village de campagne, l'école, les nouvelles du front.

## Fiche technique
- Directeur de la photographie : Roger Duculot
- Cadreurs : Robert Schneider, Claude Saunier
- Assistants opérateurs : René Schneider, François About
- Ingénieur du son : Norbert Gernolle
- Perchman : Gérard de Lagarde
- Mélanges : Pierre Vuillemin
- Décorateur : Isabel Lapierre
- Accessoiriste : Claude Cheutin
- Costumes : Georges Combes
- Maquilleuse : Therese Sartori
- Monteuses : Arlette Langmann, Martine Giordano
- Assistant : Pierre-Alain Beauchard
- Assistants Réalisateurs : Bernard Dubois, Jean-Claude Bourlat
- Script : Anne Mirman
- Directeur de Production : Edmond Lemoine
- Régisseur général : Paul Billiet
- Secrétaire de Production : Arlette Duverdier
- Conseiller de production : Yves Laumet
- Producteur délégué : Pierre Long
- Réalisation : Maurice Pialat

- Laboratoires CTM Gennevilliers
- Sonorisation : Studios Marignan S.I.S.

## Distribution
- Pierre Doris : Albert Picard, le garde forestier
- Jacqueline Dufranne : Maman Jeanne Picard, la femme d'Albert
- Agathe Natanson : Marguerite Picard, la fille d'Albert et de Jeanne
- Hervé Lévy : Hervé, les enfants
- Michel Tarrazon : Michel, les enfants
- Albert Martinez : Bébert, les enfants
- Fernand Gravey : Le marquis
- Ovila Légaré : Le curé
- Maurice Pialat : L'instituteur
- Jean Mauvais : Mahu
- Albert Michel : Cottin
- Alexandre Rignault : Birot, le maire
- Henri Saulquin : Le bedeau
- Henri Puff : Marcel, le fils d'Albert et de Jeanne
- Philippe Andre : Jacques, le fiancé de Marguerite
- Yves Laumet : Le permissionnaire
- Charles Mallone : Le lieutenant, l'aviateur
- Dominique Maurin : Le facteur
- Michel Tugot : Le sergent
- Micha Bayard : Mme Latour, la mère de Michel
- Marie-Christine Boulart : Mme Pouilly, la mère de Bébert
- Marcel Derache : Un permissionnaire
- Pierre Duncan : Un gendarme
- Paul Crauchet : Paul, le père d'Hervé
- Eliette Demay : Michèle, la femme d'aviateur
- Paul Pavel : Un capitaine
- Michel Charrel : Un sergent
- Barbara Laage : Hélène, la nouvelle épouse de Paul
- Brigitte Perrier : Brigitte, la fille d'Hélène
- Serge Kovacs : Serge
- Pierre Kovacs : Pierre
- Pascal Mandon : Pascal, le copain d'Hervé
- Magali Vachet : Magali
- Sylvianne Combes : La cousine
- Monique Deval : La cantatrice
- Georges Durban : Le cousin
- Jean-François Magnain : L'ébéniste
- Marie Marc : Tante Marie
- Juliette Mills : Une amie de Paul
- Joël Quentin : Un copain de régiment
- Jean-Roch Rognoni : Un ami de Paul
- Stéphane Kovacs : Stéphane

## Épisodes
Épisode 1
1 Un soldat en permission – 2 Histoire de France – 3 La marquise est morte – 4 Le goûter à la confiture – 5 La famille Picard – 6 L’oiseau en cage – 7 Le vin de monsieur le cure – 8 Cérémonie mortuaire – 9 Un bon café – 10 Le facteur – 11 Les poules – 12 Jouer à la guerre – 13 Le terrain d’aviation – 14 Le bedeau et la bigote – 15 La chorale – 16 Le marquis et le cafetier – 17 Hervé au château.
Épisode 2
1 Générique – 2 Les pleurs d’une mère – 3 Scène au café – 4 Conversation avec monsieur le marquis – 5 Lettres du front – 6 Du plomb dans les fesses – 7 Albert tiré d’affaire – 8 L’arrivée des Parisiennes – 9 À la santé d’Albert – 10 Hervé à la table du marquis – 11 La lettre volée – 12 Catéchisme – 13 Les ambulances – 14 Générique de fin.
Épisode 3
1 Une messe – 2 La carriole – 3 Les Parisiennes attendent – 4 Le pique-nique – 5 Querelles de mères – 6 Partie de campagne – 7 L’attente à la Maison des Bois – 8 Chandelle ! – 9 Un malentendu – 10 Hervé s’explique – 11 Marcel prend un bain – 12 Marcel incorporé – 13 Tournée générale – 14 La fête dégénère – 15 Marcel part à la guerre – 16 Générique.
Épisode 4
1 L’arrivée des soldats – 2 Le bivouac – 3 Les enfants jouent à la guerre – 4 Hervé chez la femme de l’aviateur – 5 Maman Jeanne et les Parisiennes – 6 Jeu de quilles – 7 Repas du dimanche – 8 Hervé à la peche – 9 Hervé grondé – 10 À l’école – 11 Albert est de garde – 12 Un tour en avion – 13 Hervé chez l’aviateur – 14 Combat aérien – 15 L’avion abattu – 16 Générique.
Épisode 5
1 Génerique – 2 L’exode – 3 Retour à la Maison des bois – 4 Des nouvelles de Marcel – 5 Les collets – 6 Autour de la table – 7 Le braconnier – 8 Albert chez le marquis – 9 Le bain familial – 10 Des histoires d’enfants – 11 Le père d’Hervé en permission – 12 Le temps de la guerre – 13 Le père s’en va – 14 Courage Jeanne – 15 La tristesse
Épisode 6
1 La vie continue – 2 L’armistice – 3 Vive la France – 4 Le champ d’honneur – 5 L’instituteur – 6 La cour de récréation – 7 Le cadeau du marquis – 8 Les filles – 9 Le départ de Bébert et Michel – 10 Hervé dans son nouveau costume – 11 La nouvelle famille d’Hervé – 12 La maison est vide – 13 Une nouvelle pensionnaire – 14 Hervé et Magali – 15 Leçon de géographie – 16 Les adieux d’Hervé – 17 Générique 
Épisode 7
1 La tour Eiffel – 2 Hervé et sa belle-famille – 3 Hervé et Brigitte – 4 L’atelier d’ébénisterie – 5 La cartomancienne – 6 Faire chabrot – 7 Le père d’Hervé a disparu – 8 – Devoirs d’école – 9 La dispute – 10 Les confidences d’un père – 11 Le cauchemar d’Hervé – 12 Le petit déjeuner au lit – 13 Hélène et Brigitte – 14 Albert à Paris – 15 La fugue d’Hervé – 16 Maman Jeanne se meurt – 17 Les gendarmes enquêtent – 18 Hervé revient à la Maison des bois - 19 Le marquis raisonne Hervé – 20 Au chevet de Maman Jeanne – 21 Générique

## Tournage
Les scènes situées dans la maison des Picard ont été tournée à Gambais dans le département des Yvelines, à mi-chemin de la route de Gambaiseuil. Le tournage se déroule d’août à novembre 1969, sauf les scènes du pique-nique qui ont été tournées au mois de juin pour des raisons météorologiques. Le pique-nique devait initialement se dérouler au bord de la rivière Loing comme dans le film Une partie de campagne de Jean Renoir, tourné durant l'été 1936, mais Martine Giordano, la monteuse du feuilleton, explique qu’elle et Pialat sont allés faire des repérages et l’endroit ne fut pas retenu car les lieux avaient changé et ces scènes seront finalement tournées à Gambais. La trame de la série se situe par contre dans le département de l'Oise, où des scènes ont été tournées dans les environs de Senlis, et à Paris,.

## Œuvres littéraires et musicales
- Trois chansons par Maurice Ravel. Bande-son
- Après la bataille (La Légende des siècles), poème de Victor Hugo, cité par un élève
- L'Albatros, poème de Charles Baudelaire, cité par Albert (Bébert), qui l'attribue par erreur à un Charles de Godet.
- La Butte rouge de Montéhus, chantée par un soldat. Il y a un anachronisme car la chanson date 1923.
- Bécassine pendant la Guerre, bande dessinée créé par le scénariste Caumery et le dessinateur Émile-Joseph-Porphyre Pinchon. Michel et Bébert la lisent dans leur lit.
- Le Magasin d'antiquités, de Charles Dickens. Livre offert à Hervé par le Marquis
- Le Lac, poème d'Alphonse de Lamartine, cité par Brigitte

## Commentaires
Maurice Pialat, à la manière d'un peintre impressionniste, brosse le portrait d'une France authentique et sensible.

## Vidéographie
La Maison des bois, Gaumont vidéo, 3 DVD, 2005.
- Extra sur DVD 1 : Entretien avec Martine Giordano (monteuse) et Bernard Dubois (assistant réalisateur)
- Extra sur DVD 2 : Entretien avec M. Pialat. Extrait de la leçon de cinéma de Maurice Pialat, interviewé par Serge Toubiana au Festival d’Angers 2002.